# 波多音樂廳
41°09′31″N 8°37′51″W / 41.15861°N 8.63083°W

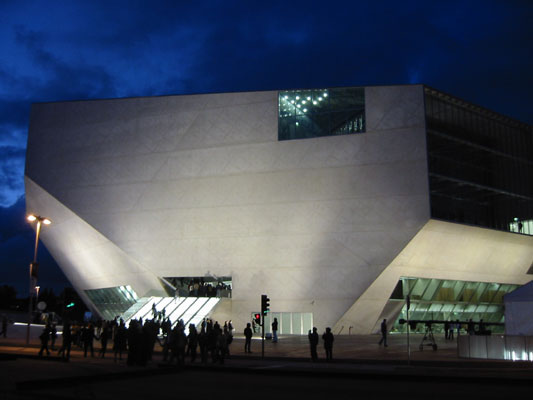
開幕照

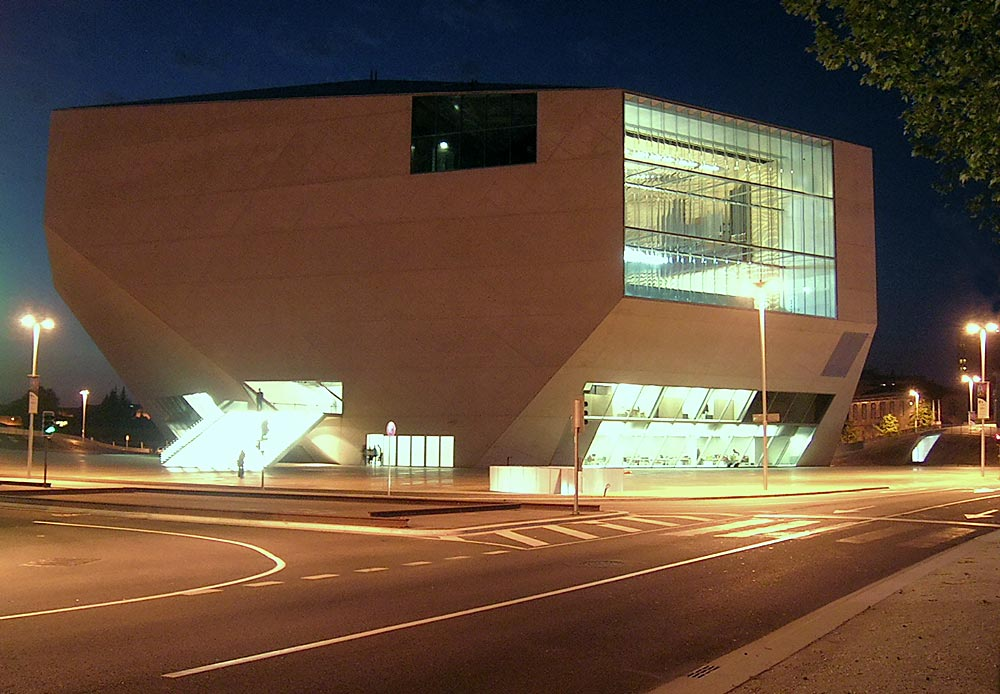
音樂廳獨特的外觀

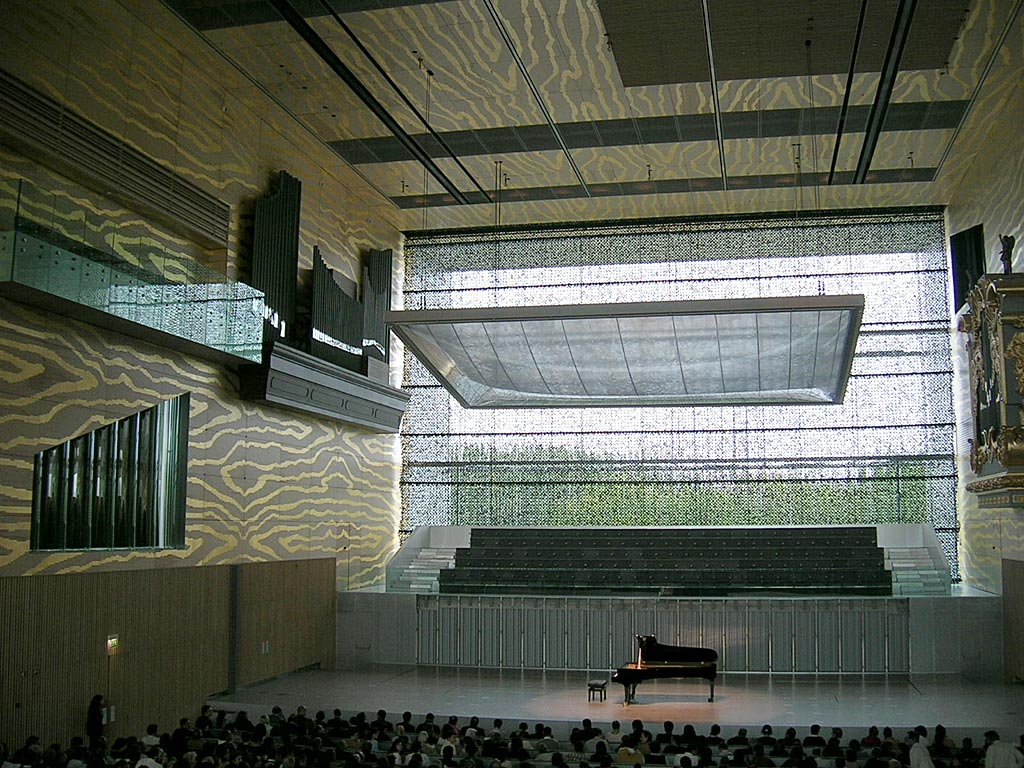
大觀眾席

波爾圖音樂廳（葡萄牙語：Casa da Música），是一座位於葡萄牙波爾圖內的主要音樂廳。由荷蘭建築師雷姆·庫哈斯設計，是2001年歐州文化首都計劃的一部份。此建案的前半段落成於2005年，由於外型特殊，已成為波多市內的重要代表建築。建造商為倫敦Ove Arup，當地協力建商為Afassociados。

## 建造與設計
此音樂廳座落於車水馬龍的市中心，也就是Rotunda Da Boavista附近。原基地是電車的停靠站，由於外觀結構相當不尋常，恍如一個長方體被削去底部的四角，面臨不少工程結構上的挑戰，一共花了四年，一亿歐元建造。
波多音樂廳的設計則在國際上備受讚譽，紐約時報的建築評論家尼可來·奧羅索夫（Nicolai Ouroussoff）曾在文章Rem Koolhaas Learns Not to Overthink It裡說：「這是庫哈斯設計過最美的建築。」（most attractive project the architect Rem Koolhaas has ever built）；以及「這棟建築充滿了感性的秀麗與熱情的智慧，兩者相當匹配」（a building whose intellectual ardor is matched by its sensual beauty），奧羅索夫並將之與洛杉磯的迪士尼音樂廳，或柏林愛樂觀眾席建案，認為波多音樂廳相當有資格成為近一百年內最經典的音樂廳建築之一，代表性與地位可和畢爾包古根漢美術館（美國建築師法蘭克·蓋瑞知名作品）相提並論。
僅管波多音樂廳與波多古城的市容相比，似乎格格不入，但庫哈斯將音樂廳多個入口開放給民眾（購票處在內部），並刪除了一般音樂廳拾級而上的入口方式，改為拾級而下到達接待處與購票、衣帽寄存處，觀眾更可從牆上的小孔看見演奏聽內音樂家排演的情形，內部掛滿了波多古城的大圖，以寬廣的空間消除了觀眾對其外觀的壓迫感。
波多音樂廳主要建料為白水泥，內部使用的座椅則以葡萄牙產量最大的軟木製成。

## 開幕與設施
波多音樂廳開幕原訂於2005年4月14日，由Clã（葡萄牙知名搖滾樂團）和美國搖滾歌手卢·里德主持，後來改為4月15日由葡萄牙總統和行政部長主持，開幕當天有不少知名葡萄牙政客雲集，頭一場音樂會由波多國家交響樂團演出。
波多音樂廳有兩個主要的觀眾席，在建築內有不少公共區域也可挪做小型表演場地，適合專題學術研討會或其他音樂教育活動。廳內設施如下：
- 大觀眾席：至少可容納1238人。座位數可彈性增加。
- 小觀眾席：座位有限，無法彈性增加，共有300個座位，或650個站位，然而席數會因表演需求場地、音響設備大小等變化調整。
- 餐廳：位於音樂會頂樓，僅管距離入口處有點遠，但也可容納250人左右。

## 外部連結
- 音樂廳官方網站 （页面存档备份，存于）
- photo essay and info  KultureFlash上對波多音樂廳的介紹